# Mikrovilus
Mikrovili so submikroskopski cilindrični izrastki na apikalnem površju nekaterih epitelijskih celic, zlasti tistih, ki hitro sprejemajo snovi (na primer jetrne celice in celice primarne zvite cevke nefrona). Mikrovili oblikujejo tako imenovani ščetkasti obrobek celic (pod svetlobnim mikroskopom so vidne strukture, podobne ščetki; mikrrovilusi so vidni šele pod elektronskim mikroskopom).